# Alfred Frøkjær Jørgensen
No s'ha de confondre amb el també danès i company d'equip als Jocs de 1920 Alfred Ollerup Jørgensen.
Alfred Frøkjær Jørgensen (Framlev, Århus, Midtjylland, 21 de desembre de 1898 – Aarhus, 28 de febrer de 1988) va ser un gimnasta artístic danès que va competir a començaments del segle xx. Era germà dels també gimnastes i medallistes olímpics Arne i Aage Jørgensen.
El 1920 va prendre part en els Jocs Olímpics d'Anvers, on va guanyar la medalla de plata en el concurs per equips, sistema suec del programa de gimnàstica.